# Озятинська сільська рада
Озятинська сільська́ ра́да (біл. Азяцкі сельсавет) — адміністративно-територіальна одиниця у складі Жабинківського району Берестейської області Білорусі. Адміністративний центр — село Озяти.

## Склад ради
Населені пункти, що підпорядковувалися сільській раді станом на 2009 рік:
| Населений пункт | Тип   | Населення, осіб (2009) |
| --------------- | ----- | ---------------------- |
| Баранці         | село  | 27                     |
| Барани          | село  | 33                     |
| Гатча           | село  | 3                      |
| Ліски           | хутір | 8                      |
| Мельники        | хутір | 4                      |
| Озяти           | село  | 591                    |
| Перелум'я       | село  | 19                     |
| Старе Село      | село  | 473                    |
| Сичево          | село  | 57                     |
| Теляки          | село  | 25                     |
| Томашки         | село  | 7                      |

## Населення
За переписом населення Білорусі 2009 року чисельність населення сільської ради становила 1247 осіб.

### Національність
Розподіл населення за рідною національністю за даними перепису 2009 року:
| Національність            | Осіб | Відсоток |
| ------------------------- | ---- | -------- |
| білоруси                  | 1168 | 93,66 %  |
| росіяни                   | 39   | 3,13 %   |
| українці                  | 35   | 2,81 %   |
| поляки                    | 3    | 0,24 %   |
| чехи                      | 1    | 0,08 %   |
| національність не вказана | 1    | 0,08 %   |
| Разом                     | 1247 | 100 %    |